# 行蓮寺
行蓮寺（ぎょうれんじ）は、静岡県伊東市宇佐美にある日蓮宗の寺院。旧本山は柳瀬實成寺、興統法縁。

## 歴史
大正12年（1923年）、関東大震災で被災した。石段にはこの時の津波の高さが記録されている。

## 文化財
- 津波供養塔　宝暦12年（1762年）11月23日に元禄津波犠牲者の60回忌に供養のため建立されたもので、平成18年（2006年）3月28日に伊東市指定史跡28号に指定された。元禄16年（1703年）の元禄関東地震と、寛永10年（1633年）の寛永小田原地震の津波襲来の様子を記録する。